# Sergio Magaña
Sergio Magaña (Tepalcatepec, Michoacán, 24 de septiembre de 1924 -Ciudad de México, 23 de agosto de 1990) fue un dramaturgo, crítico de teatro, columnista y escritor mexicano que cultivó diversos géneros, entre los que destacan la dramaturgia y la crítica.

## Biografía
Sergio Magaña creció en los barrios bravos de la capital. Realizó estudios en la UNAM: dos años en la carrera de Derecho y Letras inglesas en la Facultad de Filosofía y Letras además de teatro. Participó en el grupo de teatro estudiantil Atenea en el año de 1946, dentro de la misma facultad. Ahí participó en diversas actividades con Emilio Carballido, Luisa Josefina Hernández, Miguel Guardia.  Recibió clases de Rodolfo Usigli y Seki Sano. Tuvo fuertes altercados con Usigli, quien lo corrió de su clase de composición dramática por faltarle al respeto.
Fue profesor en la Escuela de Arte Dramático del INBA  y dirigió la Escuela de Bellas Artes en Oaxaca. Participó dentro del cuerpo diplomático de la embajada de México en Bogotá como consejero cultural. 
Colaboró en las revistas América de Roberto Guzmán Araujo y en Mañana, además en los suplementos de los periódicos Excélsior y Ovaciones. Trabajó como argumentista para la historieta Watusi. Se le considera parte de la generación de medio siglo de la literatura mexicana.
Obtuvo el Premio Nacional de El Nacional con El molino del aire en 1953, el Premio Manuel Eduardo de Gorostiza con Los motivos del lobo,1965 y el Premio de la Asociación de Periodistas Teatrales con Los enemigos en 1989. 

## Sobre su obra y contexto
Además del teatro, Sergio Magaña cultivó la novela, la crítica teatral y el cuento. Entre las novelas se encuentran El molino del aire y Los suplicantes, esta última inédita. Christopher Domínguez Michael señala lo siguiente sobre El molino del aire:
El molino del aire no es una novela extraordinaria, pero es una muestra modesta y pura del cielo narrativo de la disolución de la provincia como memoria (…) El molino del aire es un testimonio punzante. Es una acuarela dulce sin ser empalagosa. Este libro sobre el nacimiento de los sentidos tiene a la guerra de 1910 y sus secuelas cristeras como telón de fondo inefablemente teatral.
Magaña utiliza obras canónicas de la literatura para trabajar los temas de sus textos, por ejemplo Santísima, donde retoma la obra de Federico Gamboa, Santa. En La dama de las camelias parodia la obra de Alejandro Dumas. Ensayando a Molière cuestiona al autor como personaje. En el caso de Santísima fue el mismo autor quien escribió la letra y la música de la obra. A lo largo de su obra es visible una observación de la conducta del mexicano realizada con ojo crítico.
Los signos del zodiaco se desarrolla en una vecindad, el personaje principal representa la soledad, la desesperación y la impotencia ante la adversidad. Esta obra se encuentra entre las principales obras con temática homosexual, pues presenta a un personaje homosexual. La obra de teatro fue puesta en escena por Salvador Novo en el Palacio de Bellas Artes. El planteamiento de la obra es la lucha entre el destino y las propias decisiones. Solamente se salva quien decide a tiempo y sin titubeos.
Entre las obras más relevantes de Sergio Magaña también destaca Moctezuma II. La obra fue promovida por la Asociación Nacional de Directores. Según Magaña fue “la primera tragedia” del teatro mexicano.  En su Moctezuma, el autor hace un tipo de personaje antihistórico, al estilo de los personajes de Juárez, Maximiliano y Carlota de Usigli.] En la
p esta en escena, el entonces joven Ignacio López Tarso representó a Moctezuma. La dirección estuvo a cargo de André Moreau y se presentó como la obra inaugural del ciclo de novedades teatrales organizado por la Asociación Nacional de Directores del INBA.
Resulta interesante que la presencia de Moctezuma II se encuentra no solamente en la obra de Magaña sino en su propia genealogía familiar. El dramaturgo comentó en una entrevista a Armando de María y Campos, que su madre Eulalia Hidalgo era, por línea colateral, una de las últimas hematites del huidizo Moctezuma II. Según relata, lo supo por "chucherías" que le enseñó su madre.
Sergio Magaña fue ambicioso y uno de los más representativos de su generación. Fue testigo de una época donde el teatro mexicano desplegó mayor actividad, un nuevo auge del teatro.
Carlos Monsiváis lo sugiere bien, Magaña fue miembro de una generación que se benefició de los programas culturales del Estado, el cual se propuso fortalecer el carácter y la personalidad nacionales e impulsar el arte mexicano a la universalidad. Sobre su teatro escribe Monsiváis: “ el melodrama es, en la etapa presente de una colectividad como la mexicana, su estilización posible, el grado concebible de teatralización de las circunstancias cotidianas, la vía de acceso a los placeres del sufrimiento”. Asimismo considera que Los signos del zodíaco es "quizás y todavía lo más vital de nuestra literatura dramática".
Una de las facetas menos conocidas de Magaña, pero ampliamente disfrutada por los amigos que lo acompañaron en sus noches de juerga, fue la de compositor de canciones populares. Según el actor Sergio Bustamante, "las canciones de Magaña contenían, como sus obras, una denuncia expresada con sentido del humor y amargura, una historia doble: la aparente y otra disimulada entre líneas." Además, incursionó en el teatro infantil en colaboración con Emilio Carballido, con quien escribió El Viaje de Nocresida.

## Obras

### Cuento
- El ángel roto, s/e, Ilustr. de Aurora Reyes, 1946 (Arte de América)
- "El padre nuestro", s/e, 1947.
- "La mujer sentada", en Emmanuel Carballo, Cuentistas mexicanos modernos, t. II pp. 137-155 (Biblioteca Mínima Mexicana)

### Ensayo
- Entre bastidores. Vademecum de un artista. Pról. de Magaña, s/e, 1965.
- República de poetas, ISSSTE/Martín Casillas, 1985.

### Novela
El molino del aire, Eds. de la Revista Mexicana de Cultura, 1954; 2a. ed., Xalapa, Universidad Veracruzana, 1981 (ficción).

### Teatro y cine
- La noche transfigurada, una escena estudiantil, (estr. en la FFL en 1947).
- El suplicante, pieza en un acto adaptada de su novela inédita, (estr. en 1950); en Antología de obras en un acto (Col. Teatro Mexicano, 1), 1959, t. I, pp. 63-81; sinopsis, en Teatro mexicano..., t. II, p. 12.
- Los signos del zodiaco, drama en tres actos, dirección de Salvador Novo, (estr. en 1951); (Col. Teatro Mexicano, 3), 1953; en Celestino Gorostiza, Teatro mexicano del siglo XX, t. II, pp. 208-325.
- El reloj y la cuna, monólogo en un acto, (estr. en 1952); Col. Teatro Mexicano, 1952; sinopsis, en Catálogo de teatro mexicano contemporáneo, p. 87 y en Teatro mexicano..., t. II, p. 13.
- El viaje de Nocresida, teatro infantil, en colab. con Emilio Carballido, (estr. en 1953).
- Moctezuma II, tragedia en tres actos y un pról., (estr. en Xalapa, Ver., en 1953).
- El pequeño caso de Jorge Lívido, comedia en tres actos, (estr. en 1958); en Teatro mexicano, 1958, pp. 167-240.
- Meneando el bote, comedia, (estr. en 1954).
- Sed de amor. No disponible.
- El anillo de oro, teatro infantil, (estr. en 1960).
- La canción que nunca se acaba, (estr. en 1960).
- Rentas congeladas, comedia musical, con música de Magaña, (estr. en 1960).
- Juguetes espaciales, teatro infantil, (estr. en 1960).
- El gato con botas, argumento de Magaña basado en el cuento de Charles Perrault, adap. y dirección de Roberto Rodríguez, (estr. en 1960).
- Caperucita y pulgarcito contra los monstruos, adap. de Magaña y Roberto Rodríguez, (estr. en 1960).
- Medea, drama, (estr. en 1965).
- Ensayando a Moliére, comedia, (estr. en 1966); en Los trashumantes, INBA, 1966 (Col. de Teatro, 7).
- El viento distante, argumento del episodio "Encuentro" basado en un cuento del mismo autor, adap. de Magaña y Sergio Véjar, (estr. en 1966).
- Los motivos del lobo, drama, estr. en 1970; sinopsis, en Teatro mexicano..., t. II, p. 11 (véase El castillo de la pureza).
- El mundo que tú heredas, auto sacramental, comedia musical, (estr. en 1970); sinopsis, en Teatro mexicano..., t. II, p. 13.
- Nacido para ganar, western en un solo tiro, leída en "Los lunes literarios" de Bella Artes, Sala Manuel M. Ponce, 11 oct. 1971.
- El que vino a hacer la guerra o el niño de madera, western navideño, pastorela, (estr. en Oaxaca, en 1972; reestr. en Morelia, Mich, en 1976); sinopsis, en Teatro mexicano ..., t. II, p. 11.
- La dama de las camelias (estr. en 1972); sinopsis en Teatro mexicano ..., t. II, p. 12.
- Santísima, espectáculo musical en dos partes, (estr. en 1980, en Madrid, en 1981); en El teatro de la Ciudad de México t. III, Escenología/Dep. del D.F., 1997; sinopsis, en Teatro mexicano ..., t. II, 1988.
- Pasarela, (estr. en 1983).
- Cortés y la Malinche, Los argonautas, 1985.
- La última Diana, (estr. en 1988).
- Los enemigos, basada en el Rabinal Achí (estr. en 1989); pról. de Emilio Carballido, Edimusa, 1990; video, CNCA/INEA/SEP, 1994; sinopsis, en Teatro mexicano..., t. II, p. 14.
- Ana, la americana, obra en un acto, Plaza y Valdés, 1995 (Teatro Breve).

## Premios
- Premio de las Fiestas de Primavera (1950).
- Premio de periodismo de El Nacional (1953), por El molino de aire.
- Premio Manuel Eduardo de Gorostiza  (1965) por Los motivos del lobo.
- Premio de la Asociación de Periodistas Teatrales (1989) por  Los enemigos.